# 伊予ヶ岳
伊予ヶ岳（いよがたけ）は、千葉県南房総市にある房総丘陵の山の一つ。標高336.3m。関東百名山に選ばれている。

## 山名
安房開拓の祖の天富命（あめのとみのみこと）に率いられた阿波国の忌部氏が四国の伊予の大岳（石鎚山）に思いを馳せて名付けたという。なお、伊予ヶ岳は千葉県内で唯一山名に「岳」がつく山である。房総のマッターホルンや安房妙義の俗称もある。

## 登山
麓の平群天神社（平久里天神社）から約1kmの距離で40分程で登頂できる。中腹から上は鎖場が連続しており、途中に青龍権現祠に下りる階段がある。鎖場を登り切ると山頂で360度一望できる。

## ギャラリー

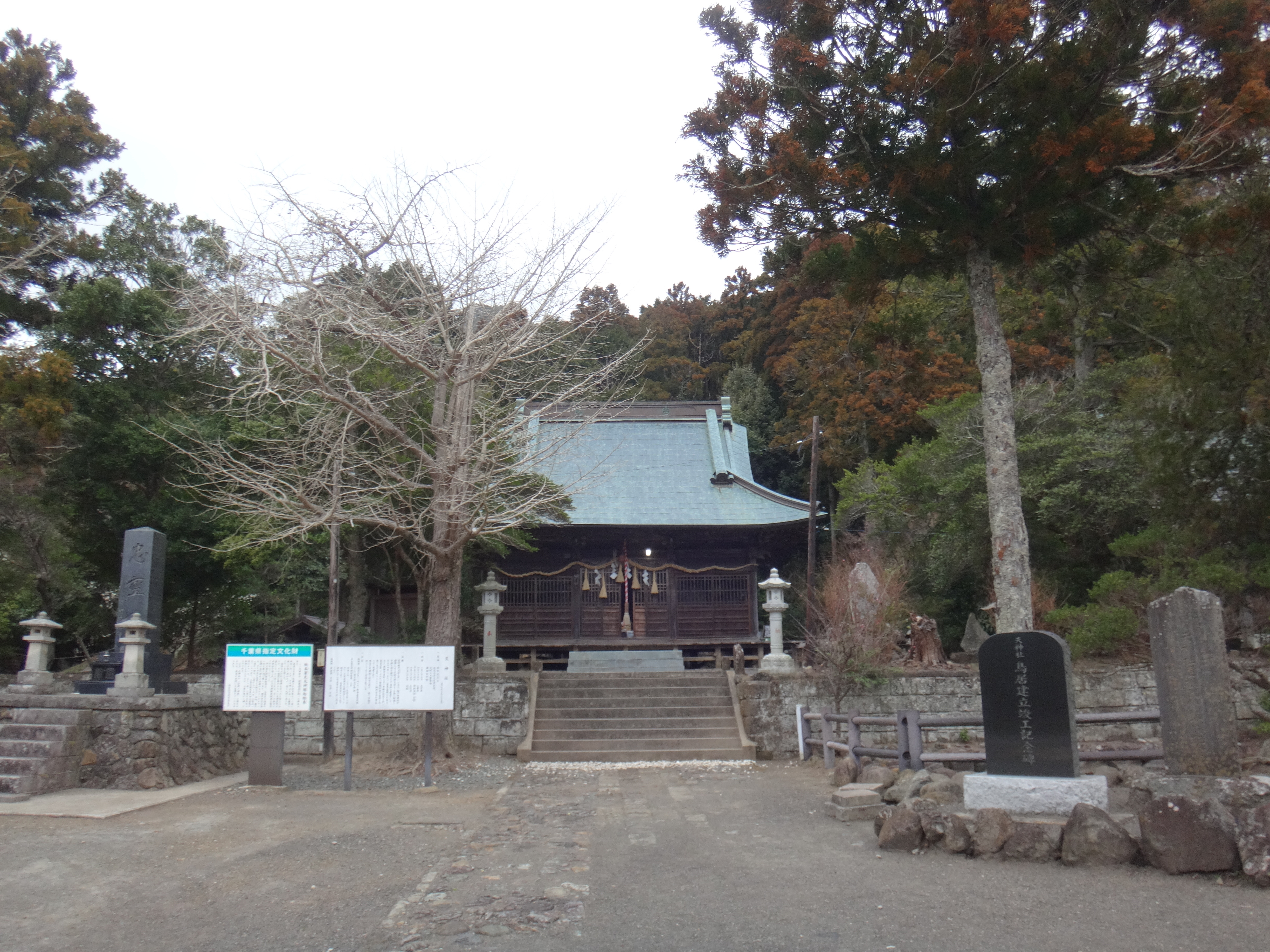
登山口の平群天神社
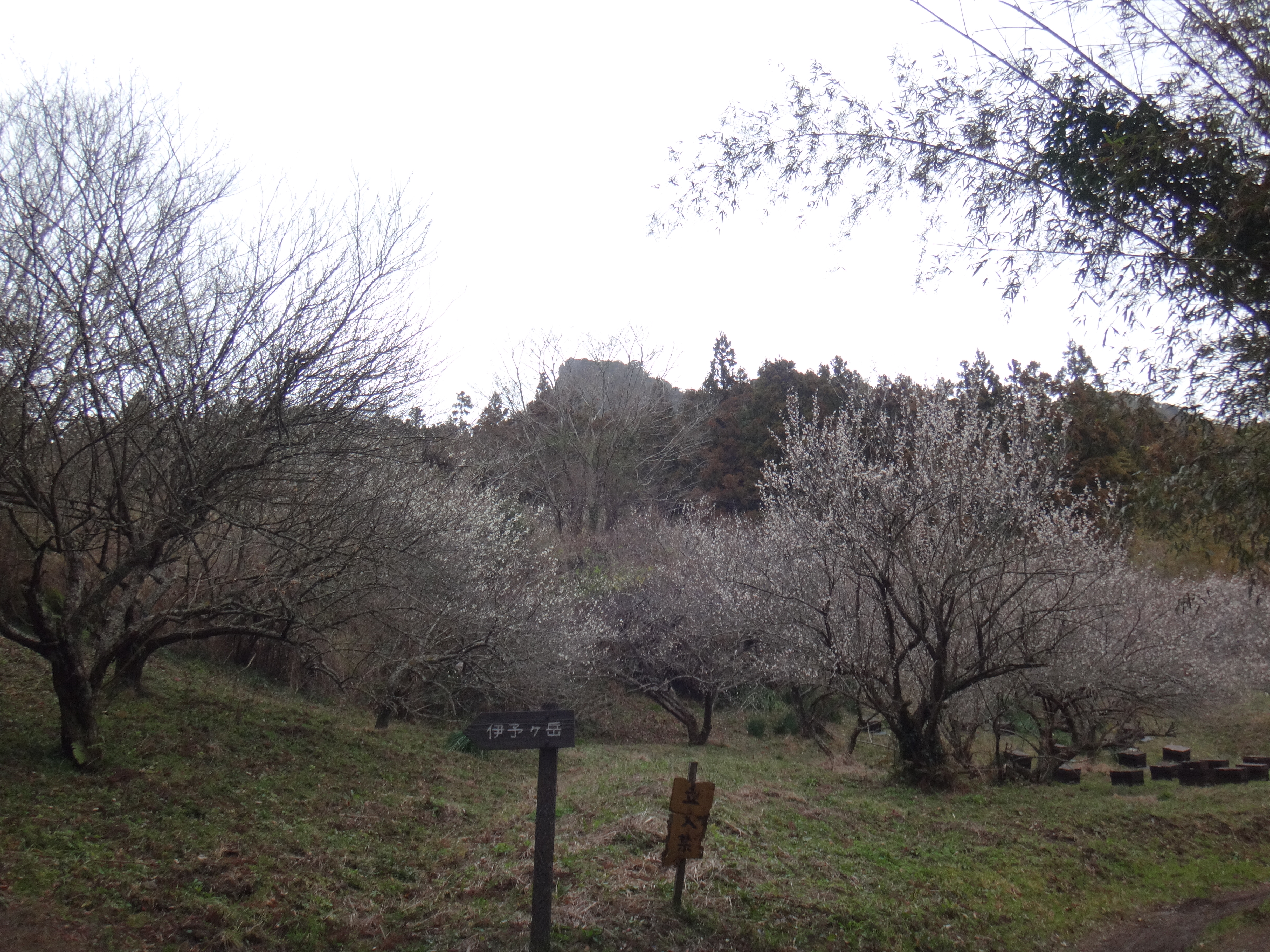
伊予ヶ岳麓の梅林
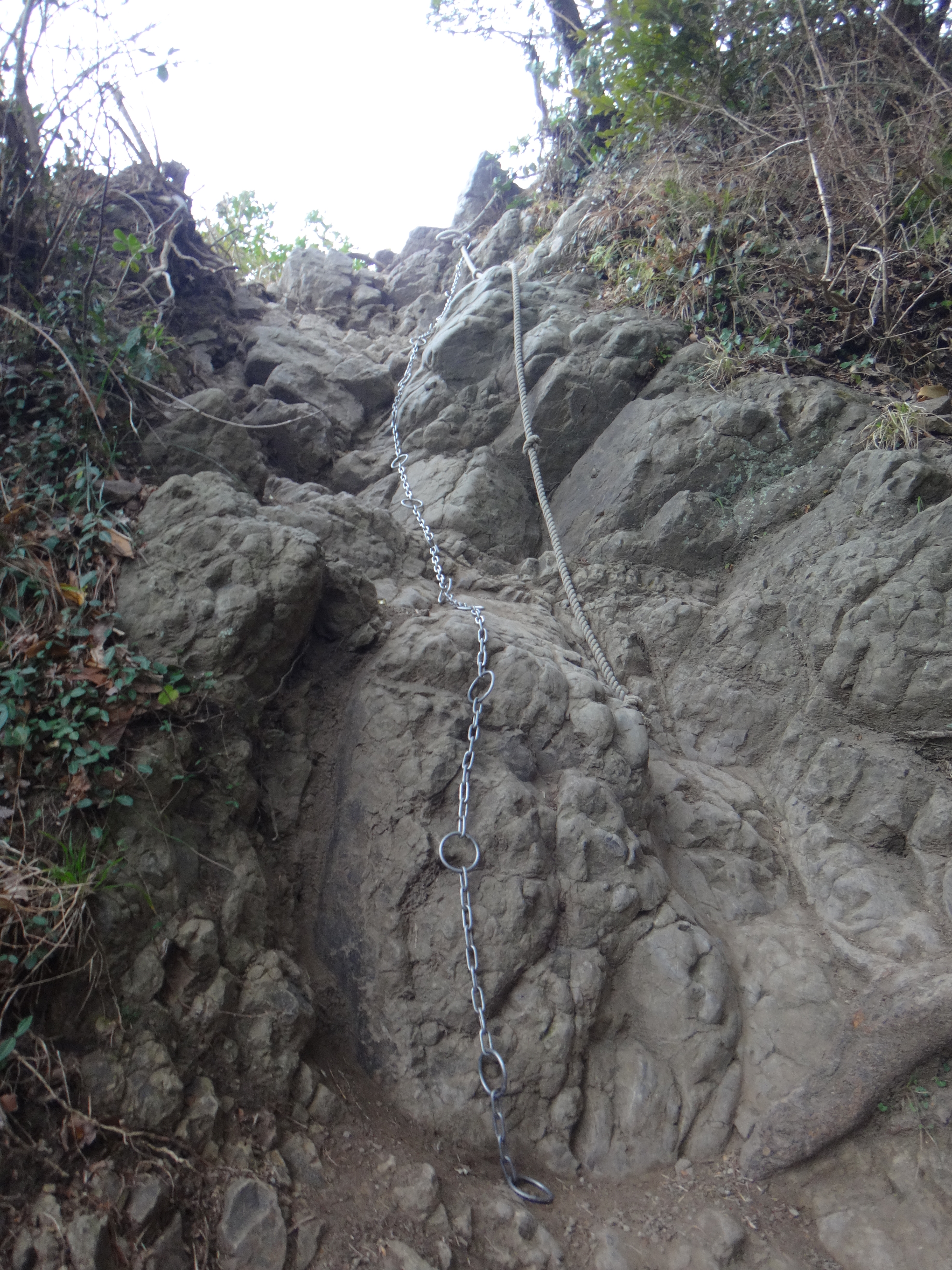
山頂直下は鎖場が続く
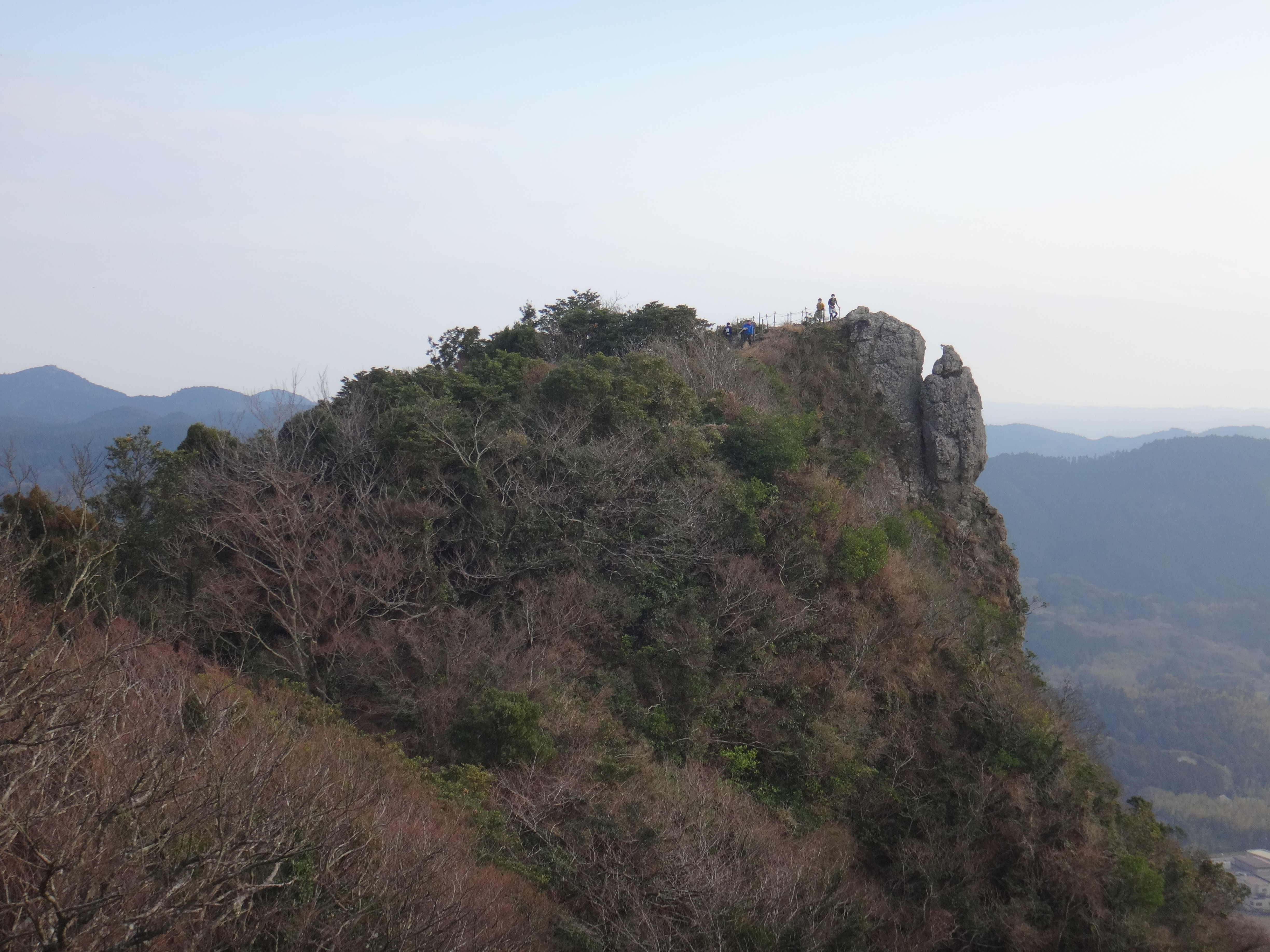
伊予ヶ岳山頂部
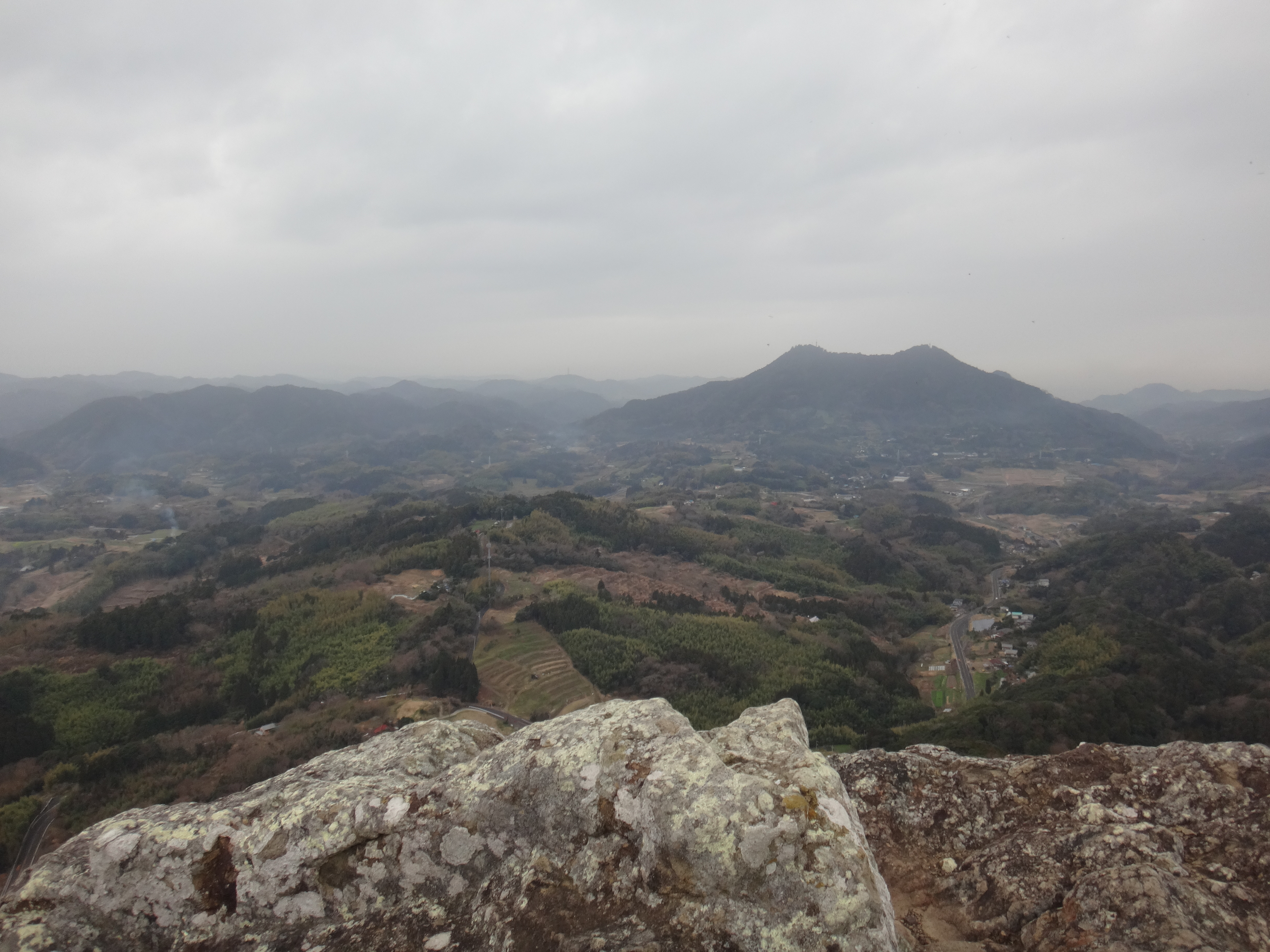
山頂から富山 (千葉県)を望む